# Kazakhstan International 2018
Die Kazakhstan International 2018 im Badminton fanden vom 22. bis zum 25. November 2018 in Uralsk statt.

## Sieger und Platzierte
| Disziplin    | Gold                                     | Silber                                 | Bronze                                   |
| ------------ | ---------------------------------------- | -------------------------------------- | ---------------------------------------- |
| Herreneinzel | Dmitriy Panarin                          | Artur Niyazov                          | Daniel Fan                               |
| Herreneinzel | Dmitriy Panarin                          | Artur Niyazov                          | Khaitmurat Kulmatov                      |
| Dameneinzel  | Anastasia Redkina                        | Anastasiia Pustinskaia                 | Daria Dzhedzhula                         |
| Dameneinzel  | Anastasia Redkina                        | Anastasiia Pustinskaia                 | Viktoriia Vorobeva                       |
| Herrendoppel | Artur Niyazov Dmitriy Panarin            | Khaitmurat Kulmatov Ryhor Varabyou     | Amrullo Bakhshullaev Artyom Savatyugin   |
| Herrendoppel | Artur Niyazov Dmitriy Panarin            | Khaitmurat Kulmatov Ryhor Varabyou     | Mikhail Ghelashvili Aleksandr Vasilkin   |
| Damendoppel  | Ekaterina Kadochnikova Anastasia Redkina | Daria Dzhedzhula Viktoriia Vorobeva    | Mariya Malygina Alina Romanko            |
| Damendoppel  | Ekaterina Kadochnikova Anastasia Redkina | Daria Dzhedzhula Viktoriia Vorobeva    | Anastasiia Pustinskaia Veronika Sorokina |
| Mixed        | Rodion Kargaev Viktoriia Vorobeva        | Dmitriy Panarin Anastasiia Pustinskaia | Artur Niyazov Veronika Sorokina          |
| Mixed        | Rodion Kargaev Viktoriia Vorobeva        | Dmitriy Panarin Anastasiia Pustinskaia | Ryhor Varabyou Daria Dzhedzhula          |